# Љуте папричице
Љуте папричице (тел. మిర్చి) је индијски акциони филм из 2013. године. Филм је постао највећи блокбастер у Прабасовој каријери пре него што размесено Бахубали: Почетак.

## Улоге
| Глумац          | Улога                         |
| --------------- | ----------------------------- |
| Прабас          | Џај                           |
| Анушка Шети     | Венела                        |
| Рича Гангопадај | Манаса                        |
| Надија          | Лата, Џајна мајка             |
| Сатијареџ       | Дева, Џајна отац              |
| Браманандам     | Вира Пратап                   |
| Сампат Раџ      | Ума                           |
| Субараџу        | Пурна, Манасан брат           |
| Ракеш Варе      | Рахул                         |
| Адитја Менон    | Бабај Menon                   |
| Сатијам Раџеш   | Нала Нагулу, Џајна рођак брат |